# Indice di beneficio relativo
L'indice di beneficio relativo, nella statistica pensionistica è il rapporto percentuale tra l'importo medio della pensione e il PIL per abitante, e identifica la quota di reddito medio per abitante che è alimentata da trattamenti pensionistici.
La serie storica è rilevata dall'ISTAT.
Lo stesso indice può essere applicato tra i beneficiari di un ente previdenziale e in tal caso il rapporto è riferito ai redditi medi degli iscritti alla singola gestione previdenziale.

## Applicazione
Nel caso di pensioni IVS (Invalidità Vecchiaia Superstiti) tale indice è utile per valutare la sostenibilità fiscale dei sistemi pensionistici obbligatori in quanto rappresenta una percentuale della spesa e può essere raffrontata con la somma dei contributi obbligatori per le assicurazioni obbligatorie rapportandoli anch'essi al PIL per abitante.
In tal caso si verifica se l'aliquota di scopo per il finanziamento dei sistemi pensionistici pubblici detta anche aliquota contributiva pensionistica di finanziamento è in equilibrio o meno e l'entità dei trasferimenti dalla fiscalità generale necessari per mantenere l'equilibrio della gestione finanziaria.